# 大阪・関西万博協賛競輪
大阪・関西万博協賛競輪（おおさか・ばんぱくきょうさんけいりん）は、2021年度より開催されている競輪の競走である。格付けはGIII、FI。万博が開催される2025年度まで全国各地で開催される予定。

## 概要
GIII格付けは4日制、FI格付けは3日制での開催となり、GIII開催は、原則GIおよびGII開催の前後に行われ、一部開催は国際自転車トラック競技支援競輪等のナイターGIIIとのリレー開催も実施されている。収益の一部は大阪・関西万博の事業に活用され、賞金は通常のGIII、FI開催より低く設定されている。
特別競輪・開設記念競輪やナイターGIIIの一部でも「大阪・関西万博協賛」と銘打った開催が実施されていたが、ナンバリングが付いていないものは本項の「大阪・関西万博協賛競輪」とは別の扱いとなっている。
第1回大会は2021年6月に福井競輪場で開催され、柴崎淳（三重）が優勝した。
第10回大会は、「全国都市緑化かわさきフェア開催 川崎市制100周年記念」がサブタイトルにつけられた。

## 歴代優勝者
| 回数   | 開催日              | 開催場     | 格付け | 優勝者   | 府県   |
| ------ | ------------------- | ---------- | ------ | -------- | ------ |
| 第1回  | 2021年6月10日-13日  | 福井       | GIII   | 柴崎淳   | 三重   |
| 第2回  | 2022年1月24日-26日  | 京都向日町 | FI     | 長島大介 | 栃木   |
| 第3回  | 2022年8月4日-7日    | 岸和田     | GIII   | 山本伸一 | 奈良   |
| 第4回  | 2023年1月23日-26日  | 別府       | FI     | 眞杉匠   | 栃木   |
| 第5回  | 2023年4月27日-30日  | 久留米     | GIII   | 橋本壮史 | 茨城   |
| 第6回  | 2023年8月10日-13日  | 和歌山     | GIII   | 金子幸央 | 栃木   |
| 第7回  | 2024年1月29日-31日  | 平塚       | FI     | 北井佑季 | 神奈川 |
| 第8回  | 2024年3月28日-31日  | 武雄       | GIII   | 山田庸平 | 佐賀   |
| 第9回  | 2024年6月6日-9日    | 奈良       | GIII   | 大矢崇弘 | 東京   |
| 第10回 | 2024年10月11日-14日 | 川崎       | GIII   | 福田知也 | 神奈川 |
| 第11回 | 2025年1月27日-29日  | 京王閣     | FI     | 寺崎浩平 | 福井   |
| 第12回 | 2025年3月13日-16日  | 大垣       | GIII   | 志田龍星 | 岐阜   |
| 第13回 | 2025年6月12日-15日  | 富山       | GIII   | 飯野祐太 | 福島   |

※登録地は優勝日時点

## 今後の開催予定
- 2025年8月8日-11日 - 第14回・小倉競輪場（GIII）[6]

## 各回開催概要
- 2025年日本国際博覧会協会（最終閲覧日：2024年6月6日） 
  - 第1回、第2回、第3回、第4回、第5回、第6回、第7回、第8回、第9回、第10回、第12回